# Wiśniowiečtí
Wiśniowiečtí (polsky Wiśniowieccy) je polský knížecí rod rusínsko-litevského původu s erbem Korybut. Jejich rodové majetky se nacházely převážně na východě Koruny Polského království a jejich hlavním sídlem bylo město Loubny na dnešní Ukrajině.
Rod vymřel v roce 1744.

## Historie rodu
Podle rodové tradice pocházejí Wiśniowiečtí z litevského vévodského rodu Gediminovců, a předkem rodu má být vévoda Kaributas, syn Algirdase, jeden ze sedmi synů velkoknížete Gedimina.
Jméno rodu Wiśniowiečtí je odvozeno od jména jejich předkové pevnosti Wiśniowiec (dnešní Vyšnivec na Ukrajině).
Členové rodu Wiśniowieckých měli titul kňaz (kníže). Na konci 16. století konvertovali z pravoslaví na katolicismus a naturalizovali se v Polsku.  V Polsko-litevském svazu národů měli značný vliv a v 16.–18. století získali veliký majetek na území dnešní Ukrajiny. Jejich panství byla natolik rozlehlá, že je řadila mezi nejmocnější magnáty v Polském království.
17. století bylo zlatým věkem rodu. Mezi nejvýznamnější členy rodu patřili armádní velitel Jeremiáš Wiśniowiecký a jeho syn Michal Korybut Wiśniowiecký, polský král a litevský velkovévoda (1669–1673).

## Osobnosti

Červenou barvou jsou znázorněna panství Wiśniowieckých

- Michał Zbaraski Wiśniowiecký († po roce 1516), kníže ve Wiśniowci, od něhož odvozuje své jméno, nejstarší syn knížete Wasyla Zbaraského
- Alexandr Wiśniowiecký (kolem 1500–1555), starosta Řečic
- Ivan Michalovič Wiśniowiecký († po 1516)
- Michal Wiśniowiecký (1529–1584) (1529–1584), kastelán braclavský a kyjewský
- Alexandr Wiśniowiecký (1543–1577)
- Dmytro Vyšněvěcký (? - 1563), první ataman ukrajinských kozáků
- Adam Wiśniowiecký (cca 1566–1622)
- Marianna Wiśniowiecká (1600–1624), manželka Jakuba Sobieského
- Michal Wiśniowiecký (? - 1616), starosta v Ovruči
- Anna Wiśniowiecká, provdaná za lublinského starostu Zbigniewa Firleje
- Dimitr Jiří Wiśniowiecký (1631–1682), strážce koruny a hetman, vojvoda bełzský a krakovský
- Jeremiáš Wiśniowiecký (1612–1651), kníže ve Wiśniowci, Łubnech a Chorolu, rusínský vojvoda, ženatý s Gryzeldou Konstancií Zámojskou
- Michal Korybut Wiśniowiecký (1640-1673), polský král 1669–1673, ženatý s Eleonorou Rakouskou
- Januš Antonín Wiśniowiecký (1678–1741), vojevova vilenský
- Konstantin Wiśniowiecký (kolem 1516–1574), starosta žytomyrský
- Konstantin Wiśniowiecký (1564–1641), vojvoda bełzský a rusínský, starosta čerkasský a kamenecký
- Januš Wiśniowiecký (1598–1636), velký panoš koruny, starosta kremenecký
- Konstantin Kryštof Wiśniowiecký (1633–1686), vojvoda podleský, braclavský a bełzský
- Michal Serwacy Wiśniowiecký (1680–1744), litevský hetman, Grand Hetman, Castellan z Vilniusu, litevský kancléř, vojvoda vilenský. Poslední mužský potomek rodiny [2]
- Uršula Františka Wiśniowiecká (1705–1753), manželka Michala Kazimíra Radziwiłla zv. Rybeńko